# Leichtathletik-Weltmeisterschaften 2019/400 m Hürden der Männer

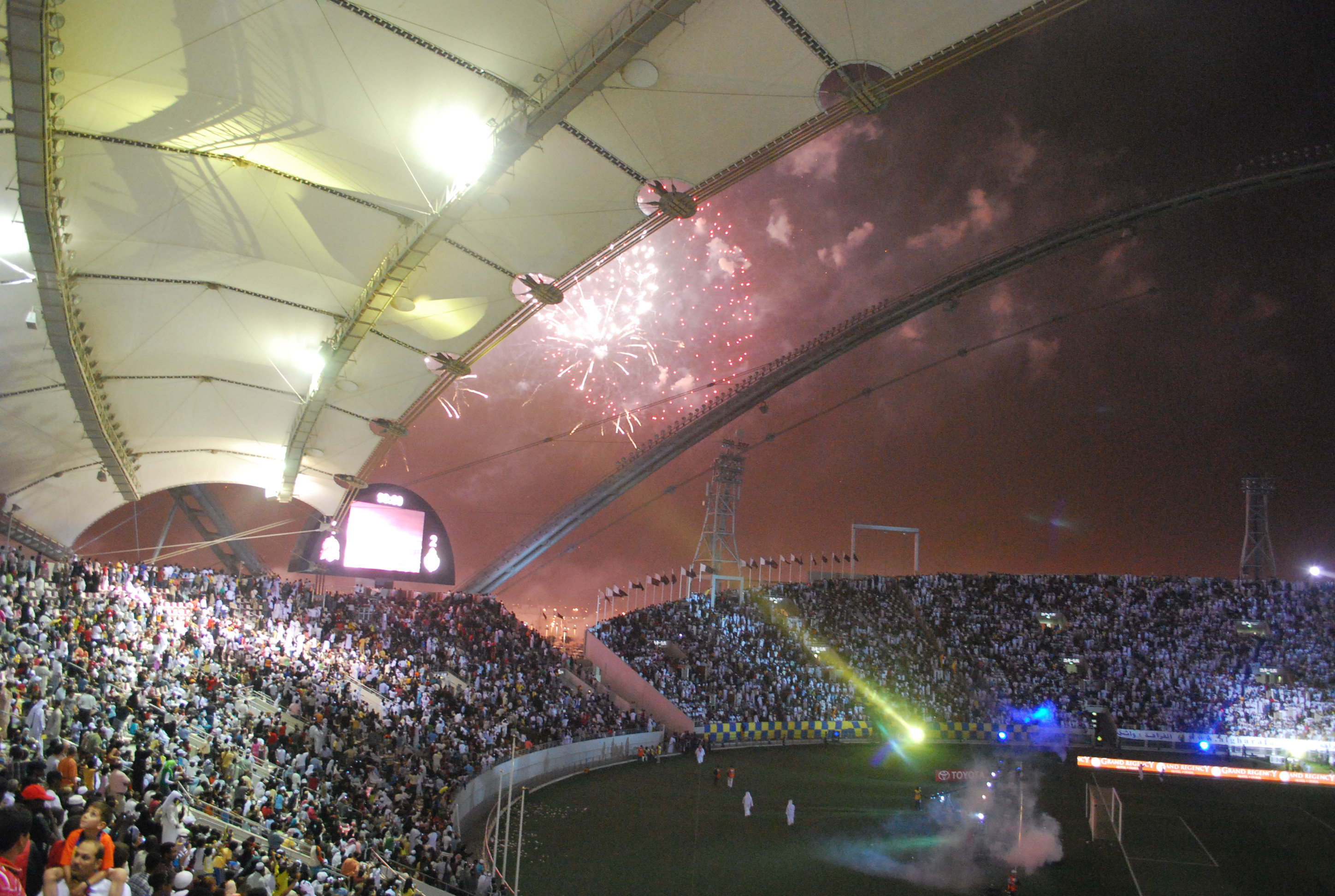
Das Khalifa International Stadium
während des Emir Cups im Jahr 2009

Der 400-Meter-Hürdenlauf der Männer bei den Leichtathletik-Weltmeisterschaften 2019 fand am 27., 28. und 30. September 2019 im Khalifa International Stadium der katarischen Hauptstadt Doha statt.
39 Athleten aus 30 Ländern nahmen an dem Wettbewerb teil.
Die Goldmedaille gewann der norwegische Titelverteidiger und amtierende Europameister Karsten Warholm in 47,42 s, Silber ging mit 47,66 s an den US-Amerikaner Rai Benjamin. Bronze sicherte sich mit 48,03 s der für Katar startende Abderrahman Samba.

## Rekorde
Vor dem Wettbewerb galten folgende Rekorde:
| Weltrekord               | Kevin Young | 46,78 s | OS in Barcelona, Spanien     | 6. August 1992  |
| Weltmeisterschaftsrekord | Kevin Young | 47,18 s | WM in Stuttgart, Deutschland | 19. August 1993 |

Der bestehende WM-Rekord wurde bei diesen Weltmeisterschaften nicht eingestellt und nicht verbessert.
Es gab zwei Landesrekorde:
- 52,60 s – Andrea Ercolani Volta (San Marino), dritter Vorlauf am 27. September
- 48,39 s – Abdelmalik Lahoulou (Algerien), zweites Halbfinale am 28. September

## Vorläufe
Aus den fünf Vorläufen qualifizierten sich die jeweils vier Ersten jedes Laufes – hellblau unterlegt – und zusätzlich die vier Zeitschnellsten – hellgrün unterlegt – für das Halbfinale.

### Lauf 1

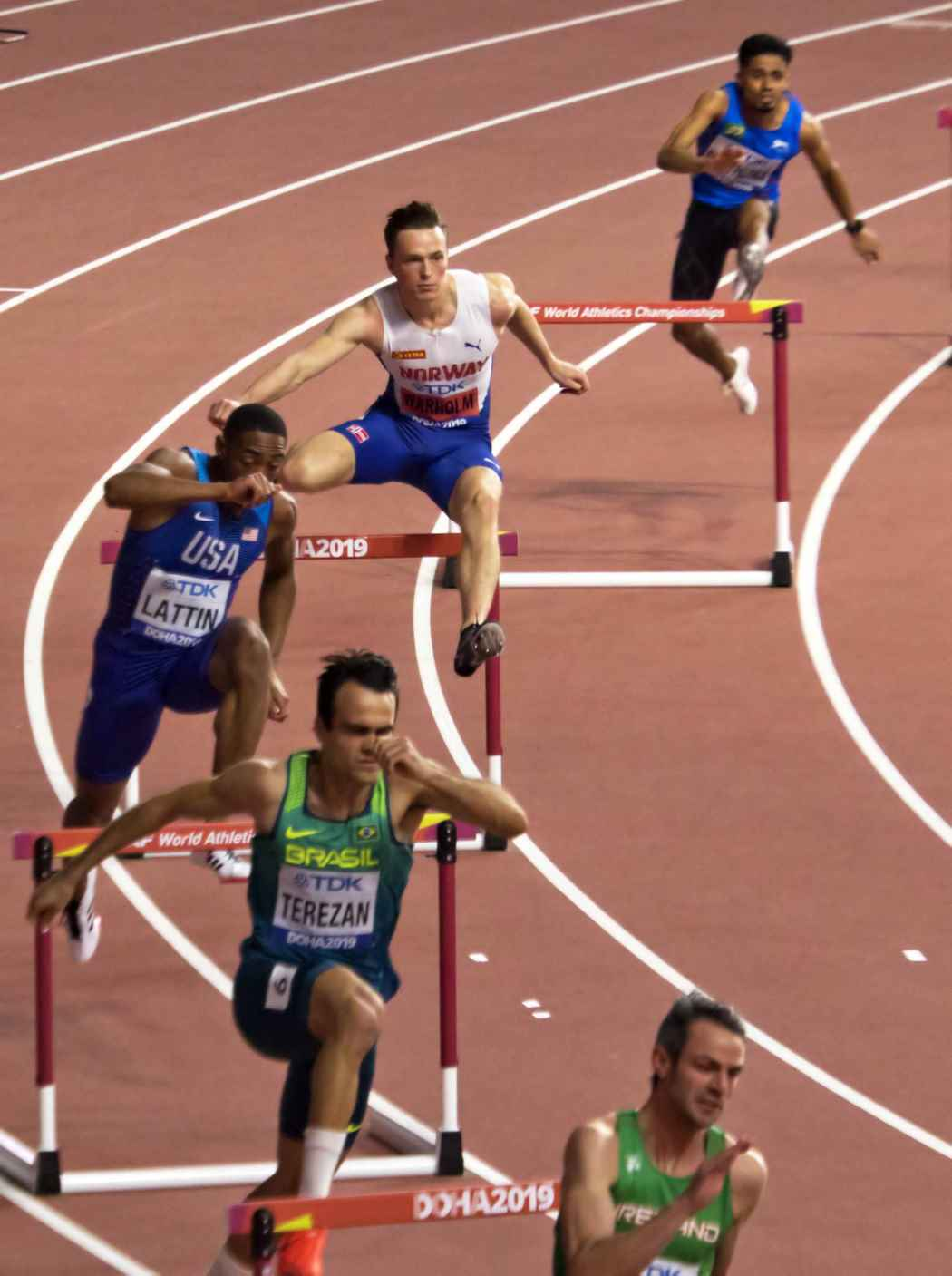
Erster Vorlauf in der Startkurve

27. September 2019, 20:35 Uhr Ortszeit (19:35 Uhr MESZ)
| Platz | Bahn | Athlet                 | Land      | Zeit (s) |
| ----- | ---- | ---------------------- | --------- | -------- |
| 1     | 4    | Karsten Warholm        | Norwegen  | 49,27    |
| 2     | 7    | Thomas Barr            | Irland    | 49,41    |
| 3     | 3    | Jabir Madari Pillyalil | Indien    | 49,62    |
| 4     | 9    | Kemar Mowatt           | Jamaika   | 49,63    |
| 5     | 5    | Amere Lattin           | USA       | 49,72    |
| 6     | 2    | Fernando Vega          | Mexiko    | 49,95    |
| 7     | 8    | Mahdi Pirjahan         | Iran      | 50,46    |
| 8     | 6    | Artur Terezan          | Brasilien | 51,52 SB |

### Lauf 2
27. September 2019, 20:42 Uhr Ortszeit (19:42 Uhr MESZ)
| Platz | Bahn | Athlet                | Land                     | Zeit (s) |
| ----- | ---- | --------------------- | ------------------------ | -------- |
| 1     | 4    | Kyron McMaster        | Britische Jungferninseln | 49,60    |
| 2     | 8    | Alison dos Santos     | Brasilien                | 49,66    |
| 3     | 9    | Chen Chieh            | Chinesisch Taipeh        | 49,95    |
| 4     | 2    | Luke Campbell         | Deutschland              | 50,20    |
| 5     | 5    | Creve Armando Machava | Mosambik                 | 50,76    |
| 6     | 3    | Lindsay Hanekom       | Südafrika                | 51,71    |
| 7     | 6    | Ned Azemia            | Seychellen               | 52,58    |
|       | 7    | Bienvenu Sawadogo     | Burkina Faso             | DSQ 1    |

### Lauf 3

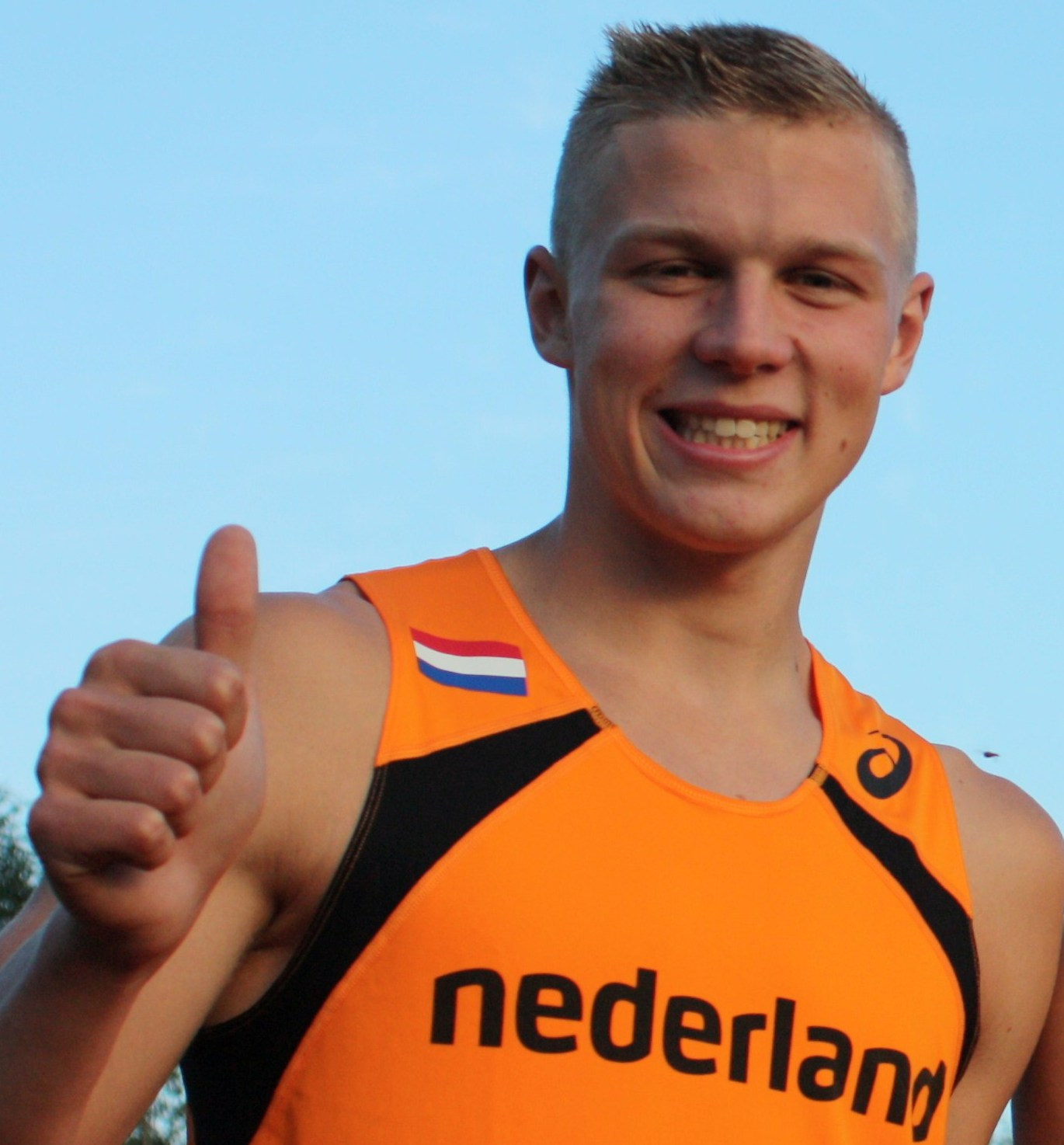
Nick Smidt – ausgeschieden als Fünfter in 50,54 s
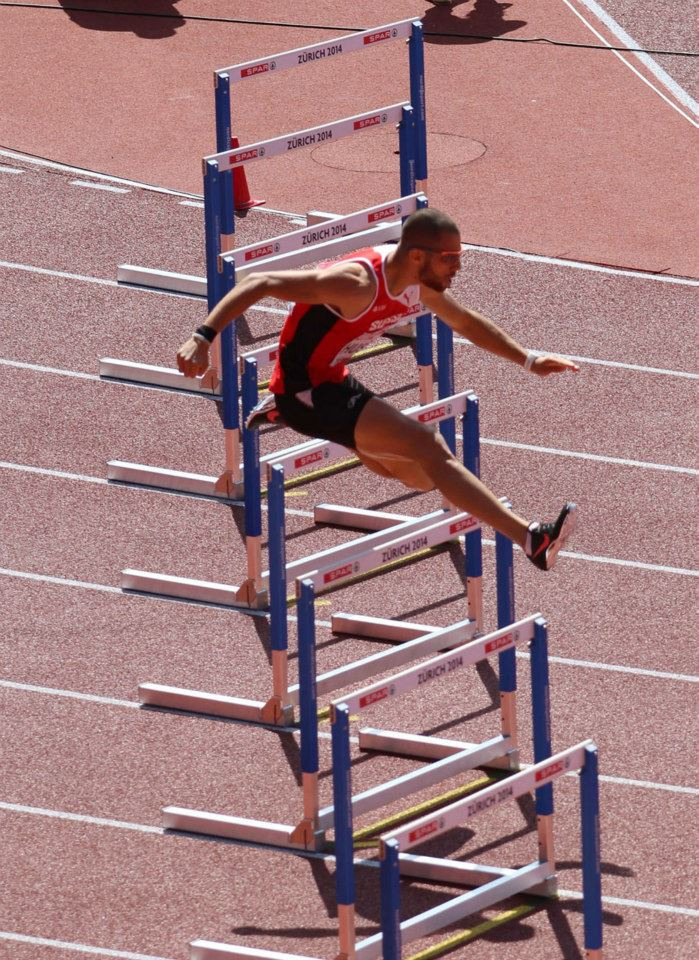
Kariem Hussein – ausgeschieden als Sechster in 50,62 s

27. September 2019, 20:50 Uhr Ortszeit (19:50 Uhr MESZ)
| Platz | Bahn | Athlet                 | Land        | Zeit (s) |
| ----- | ---- | ---------------------- | ----------- | -------- |
| 1     | 8    | Abderrahman Samba      | Katar       | 49,08    |
| 2     | 2    | Takatoshi Abe          | Japan       | 49,25    |
| 3     | 9    | Timothy Lamonte Holmes | USA         | 49,50    |
| 4     | 4    | Rilwan Alowonle        | Nigeria     | 50,04    |
| 5     | 7    | Nick Smidt             | Niederlande | 50,54    |
| 6     | 3    | Kariem Hussein         | Schweiz     | 50,62    |
| 7     | 6    | Wilfried Happio        | Frankreich  | 51,25    |
| 8     | 5    | Andrea Ercolani Volta  | San Marino  | 52,60 NR |

### Lauf 4

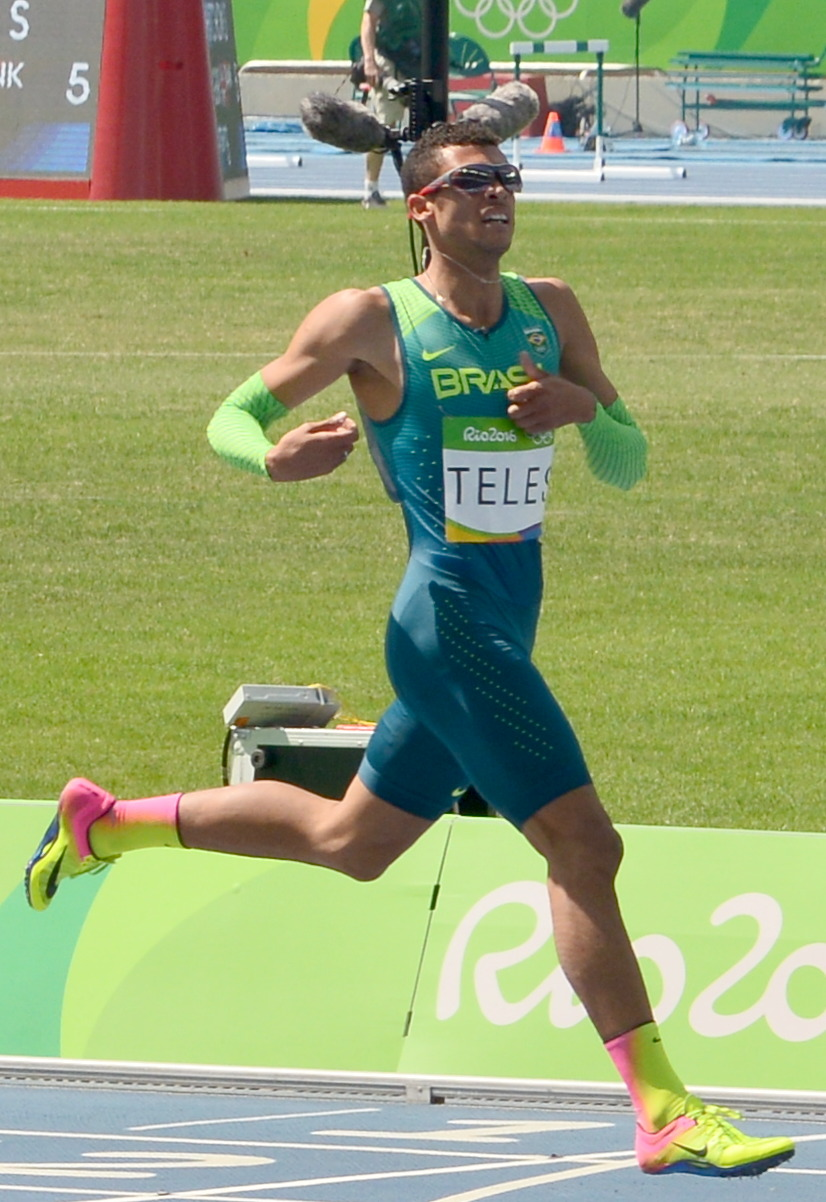
Márcio Teles – ausgeschieden als Siebter in 51,02 s

27. September 2019, 20:57 Uhr Ortszeit (19:57 Uhr MESZ)
| Platz | Bahn | Athlet               | Land       | Zeit (s) |
| ----- | ---- | -------------------- | ---------- | -------- |
| 1     | 4    | Rai Benjamin         | USA        | 49,62    |
| 2     | 8    | Mohamed Amine Touati | Tunesien   | 49,76    |
| 3     | 6    | Patryk Dobek         | Polen      | 49,89    |
| 4     | 5    | Vít Müller           | Tschechien | 50,15    |
| 5     | 2    | Masaki Toyoda        | Japan      | 50,34    |
| 6     | 3    | Sergio Fernández     | Spanien    | 50,71    |
| 7     | 7    | Márcio Teles         | Brasilien  | 51,02    |

### Lauf 5

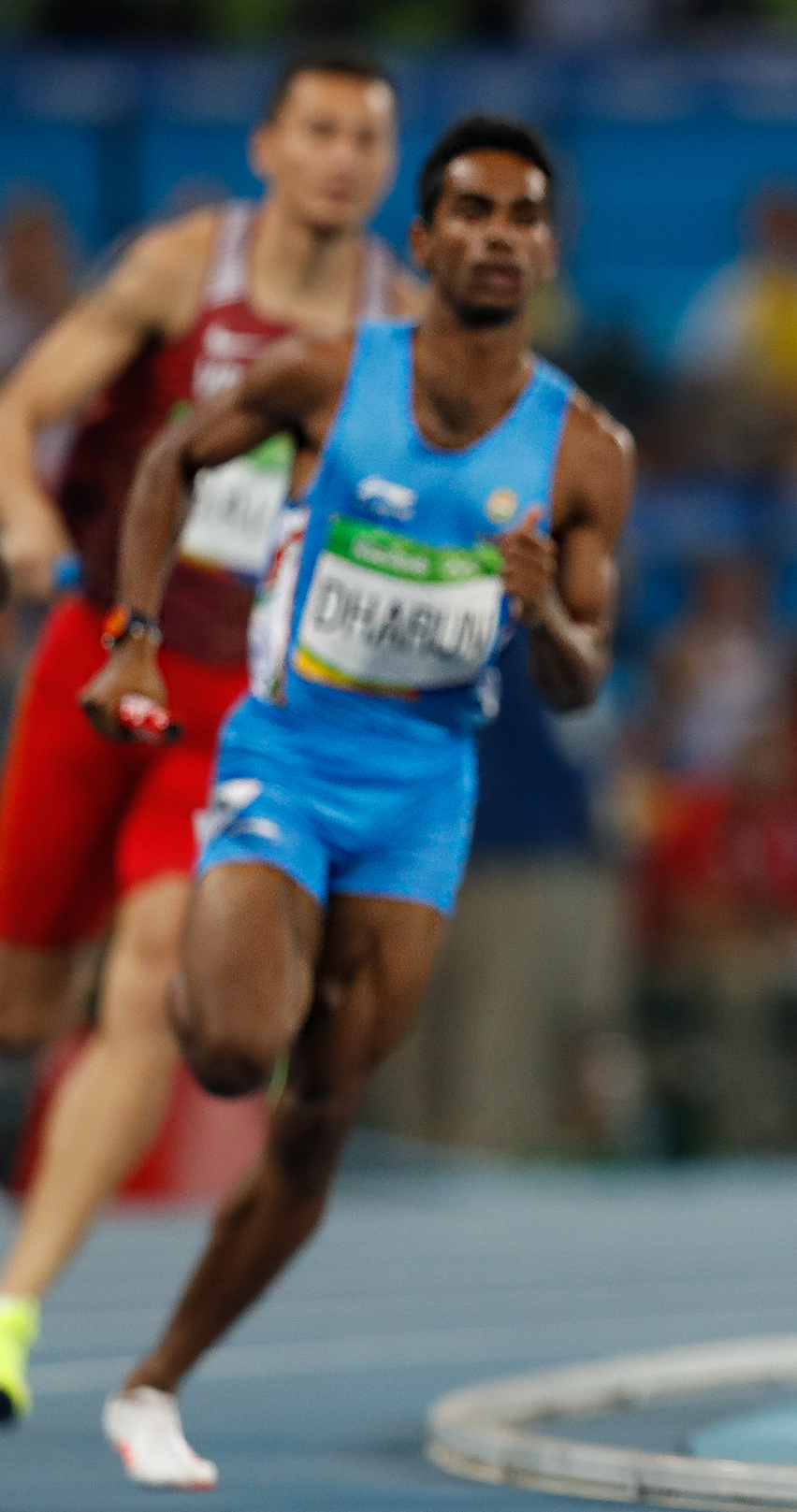
Ayyasamy Dharun – ausgeschieden als Sechster in 50,55 s

27. September 2019, 21:04 Uhr Ortszeit (20:04 Uhr MESZ)
| Platz | Bahn | Athlet              | Land                         | Zeit (s) |
| ----- | ---- | ------------------- | ---------------------------- | -------- |
| 1     | 6    | Rasmus Mägi         | Estland                      | 49,34 SB |
| 2     | 7    | Ludvy Vaillant      | Frankreich                   | 49,49    |
| 3     | 8    | Abdelmalik Lahoulou | Algerien                     | 49,54    |
| 4     | 3    | Chris McAlister     | Großbritannien               | 49,73    |
| 5     | 9    | Yasmani Copello     | Türkei                       | 49,75    |
| 6     | 2    | Ayyasamy Dharun     | Indien                       | 50,55    |
| 7     | 5    | Constantin Preis    | Deutschland                  | 50,93    |
| 8     | 4    | Malique Smith       | Amerikanische Jungferninseln | 59,45    |

## Halbfinale
Aus den drei Halbfinalläufen qualifizierten sich die jeweils zwei Ersten jedes Laufes – hellblau unterlegt – und zusätzlich die zwei Zeitschnellsten – hellgrün unterlegt – für das Finale.

### Lauf 1

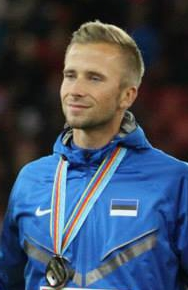
Rasmus Mägi – ausgeschieden als Vierter in 48,93 s
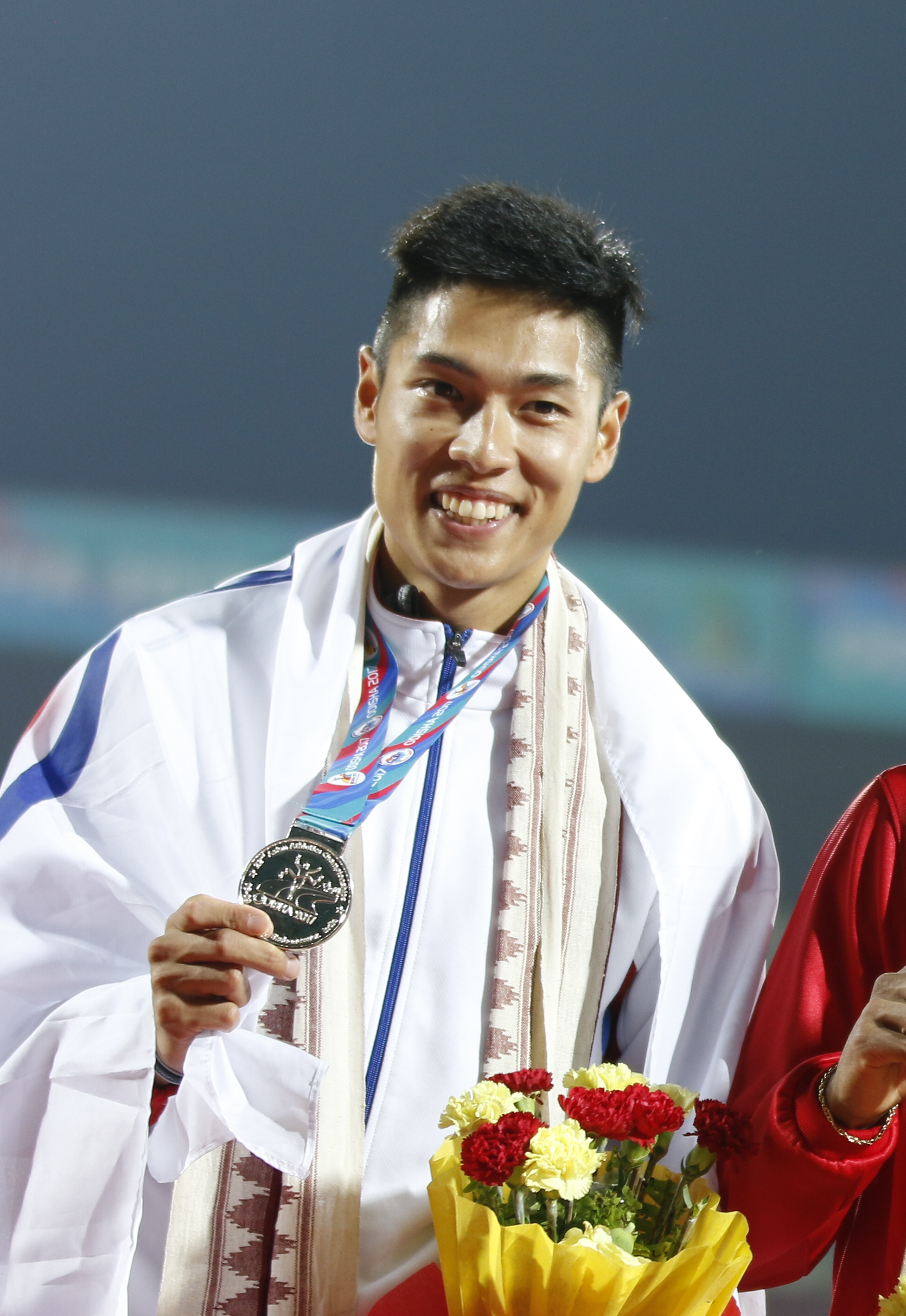
Chen Chieh – ausgeschieden als Achter in 50,00 s

28. September 2019, 18:05 Uhr Ortszeit (17:05 Uhr MESZ)
| Platz | Bahn | Athlet               | Land                     | Zeit (s) |
| ----- | ---- | -------------------- | ------------------------ | -------- |
| 1     | 6    | Alison dos Santos    | Brasilien                | 48,35 PB |
| 2     | 3    | Yasmani Copello      | Türkei                   | 48,39 SB |
| 3     | 5    | Kyron McMaster       | Britische Jungferninseln | 48,40    |
| 4     | 7    | Rasmus Mägi          | Estland                  | 48,93 SB |
| 5     | 4    | Mohamed Amine Touati | Tunesien                 | 49,14 PB |
| 6     | 2    | Amere Lattin         | USA                      | 49,20    |
| 7     | 8    | Kemar Mowatt         | Jamaika                  | 49,32    |
| 8     | 9    | Chen Chieh           | Chinesisch Taipeh        | 50,00    |

### Lauf 2

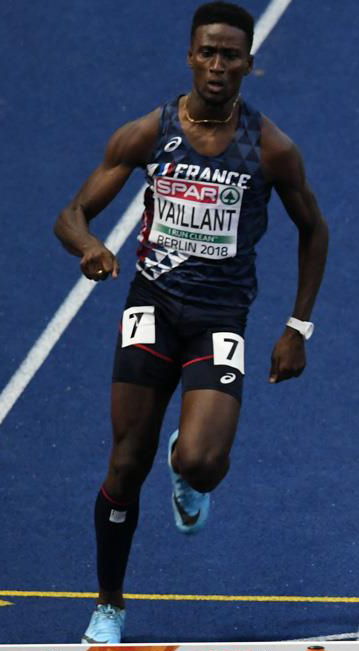
Ludvy Vaillant – ausgeschieden als Vierter in 49,10 s
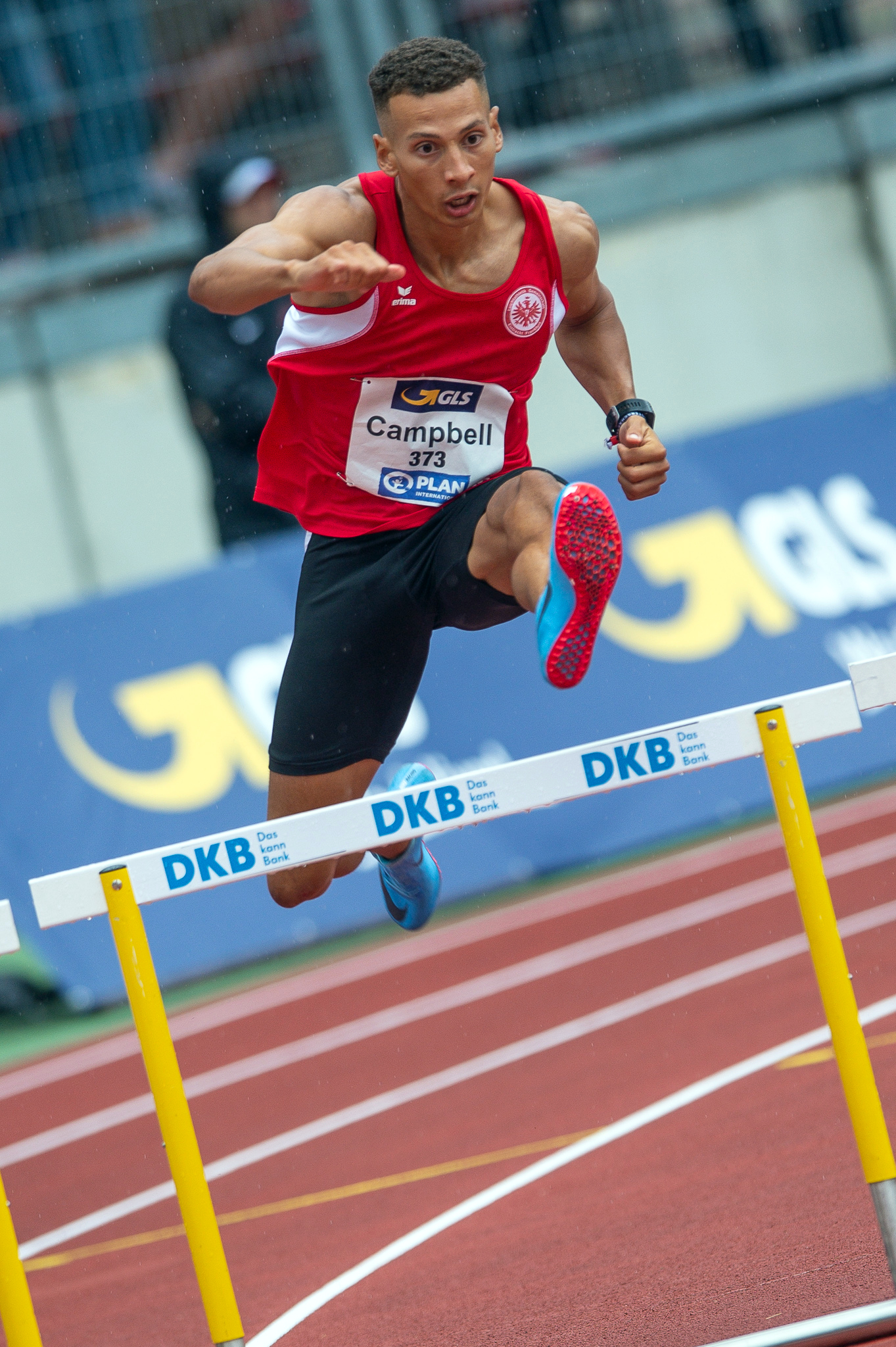
Luke Campbell – ausgeschieden als Sechster in 50,00 s
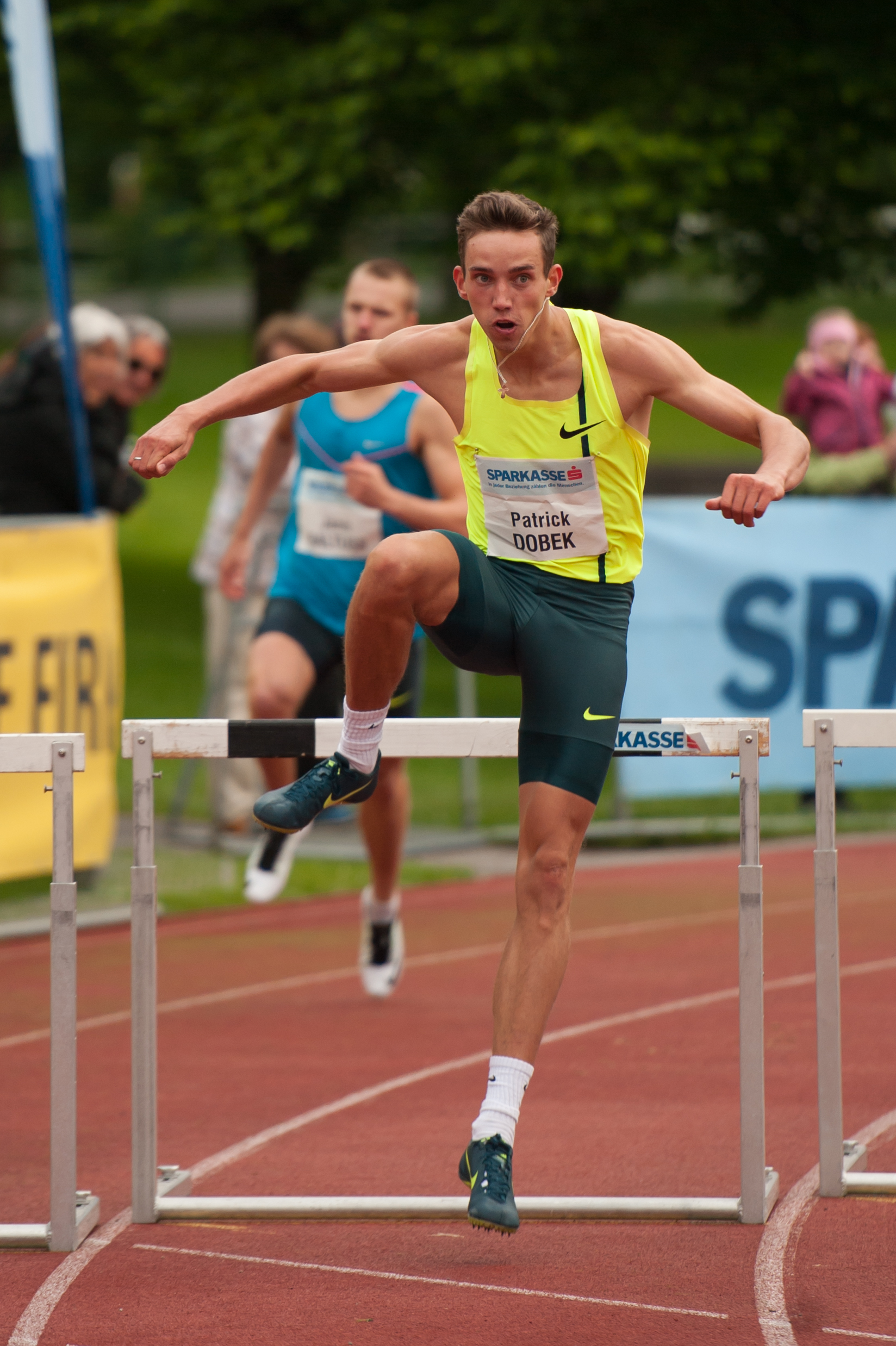
Patryk Dobek – ausgeschieden als Siebter in 50,18 s

28. September 2019, 18:15 Uhr Ortszeit (17:15 Uhr MESZ)
| Platz | Bahn | Athlet                 | Land           | Zeit (s) |
| ----- | ---- | ---------------------- | -------------- | -------- |
| 1     | 4    | Karsten Warholm        | Norwegen       | 48,28    |
| 2     | 6    | Abdelmalik Lahoulou    | Algerien       | 48,39 NR |
| 3     | 7    | Timothy Lamonte Holmes | USA            | 48,67    |
| 4     | 5    | Ludvy Vaillant         | Frankreich     | 49,10    |
| 5     | 9    | Chris McAlister        | Großbritannien | 49,18 PB |
| 6     | 3    | Luke Campbell          | Deutschland    | 50,00    |
| 7     | 8    | Patryk Dobek           | Polen          | 50,18    |
| 8     | 2    | Masaki Toyoda          | Japan          | 50,30    |

### Lauf 3

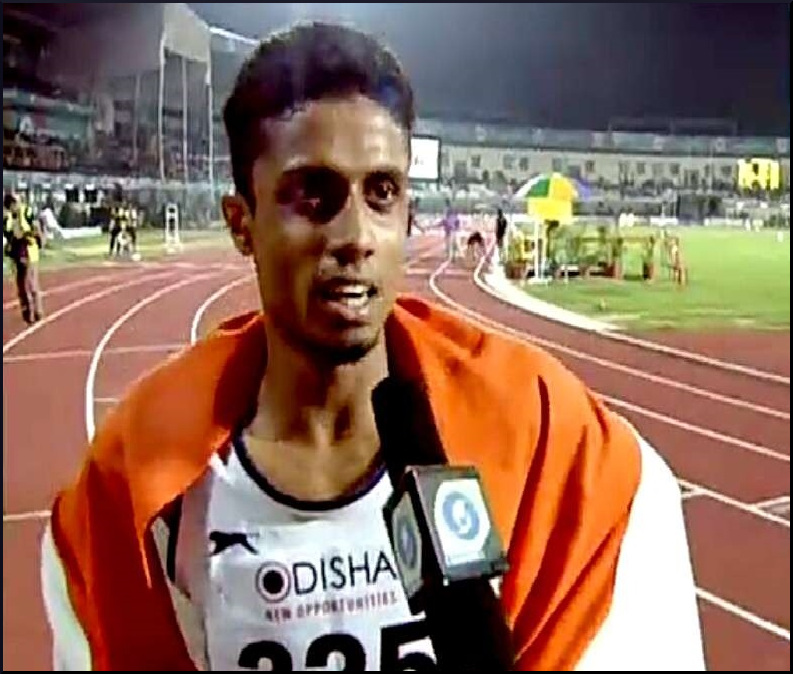
Jabir Madari Pillyalil – ausgeschieden als Fünfter in 49,71 s
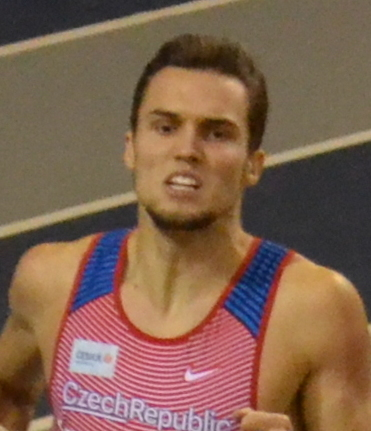
Vít Müller – ausgeschieden als Siebter in 49,97 s

28. September 2019, 18:25 Uhr Ortszeit (17:25 Uhr MESZ)
| Platz | Bahn | Athlet                 | Land       | Zeit (s) |
| ----- | ---- | ---------------------- | ---------- | -------- |
| 1     | 6    | Rai Benjamin           | USA        | 48,52    |
| 2     | 5    | Abderrahman Samba      | Katar      | 48,72    |
| 3     | 4    | Takatoshi Abe          | Japan      | 48,97    |
| 4     | 7    | Thomas Barr            | Irland     | 49,02 SB |
| 5     | 9    | Jabir Madari Pillyalil | Indien     | 49,71    |
| 6     | 2    | Fernando Vega          | Mexiko     | 49,96    |
| 7     | 3    | Vít Müller             | Tschechien | 49,97    |
| 8     | 8    | Rilwan Alowonle        | Nigeria    | 52,01    |

## Finale

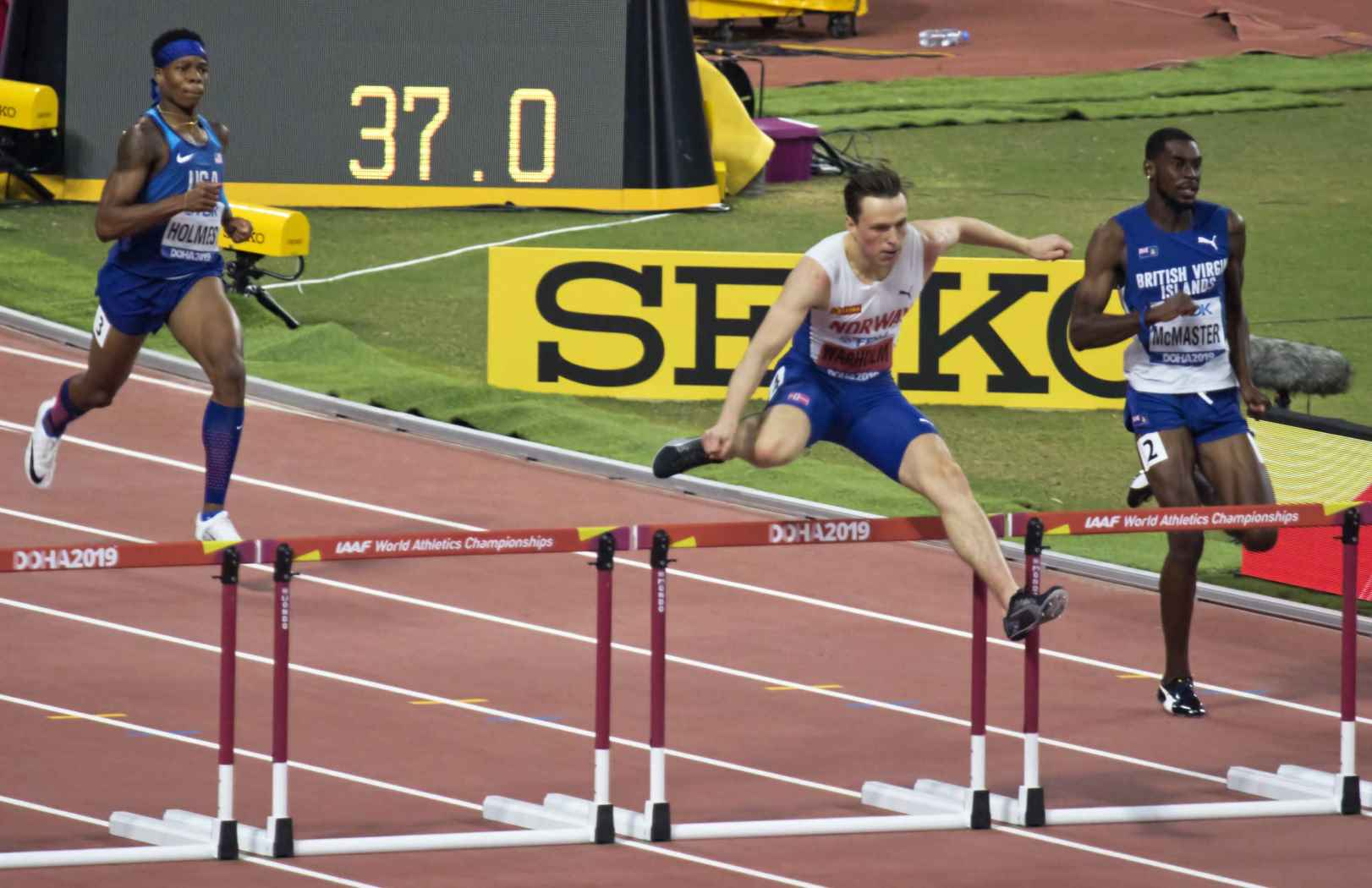
Auf der Zielgeraden (v. l. n. r.):: Timothy Lamonte Holmes, Karsten Warholm, Kyron McMaster

30. September 2019, 22:40 Uhr Ortszeit (21:40 Uhr MESZ)
| Platz | Bahn | Athlet                 | Land                     | Zeit (s) |
| ----- | ---- | ---------------------- | ------------------------ | -------- |
|       | 4    | Karsten Warholm        | Norwegen                 | 47,42    |
|       | 7    | Rai Benjamin           | USA                      | 47,66    |
|       | 9    | Abderrahman Samba      | Katar                    | 48,03    |
| 4     | 2    | Kyron McMaster         | Britische Jungferninseln | 48,10 SB |
| 5     | 3    | Timothy Lamonte Holmes | USA                      | 48,20 PB |
| 6     | 6    | Yasmani Copello        | Türkei                   | 48,25 SB |
| 7     | 5    | Alison dos Santos      | Brasilien                | 48,28 PB |
| 8     | 8    | Abdelmalik Lahoulou    | Algerien                 | 49,46    |

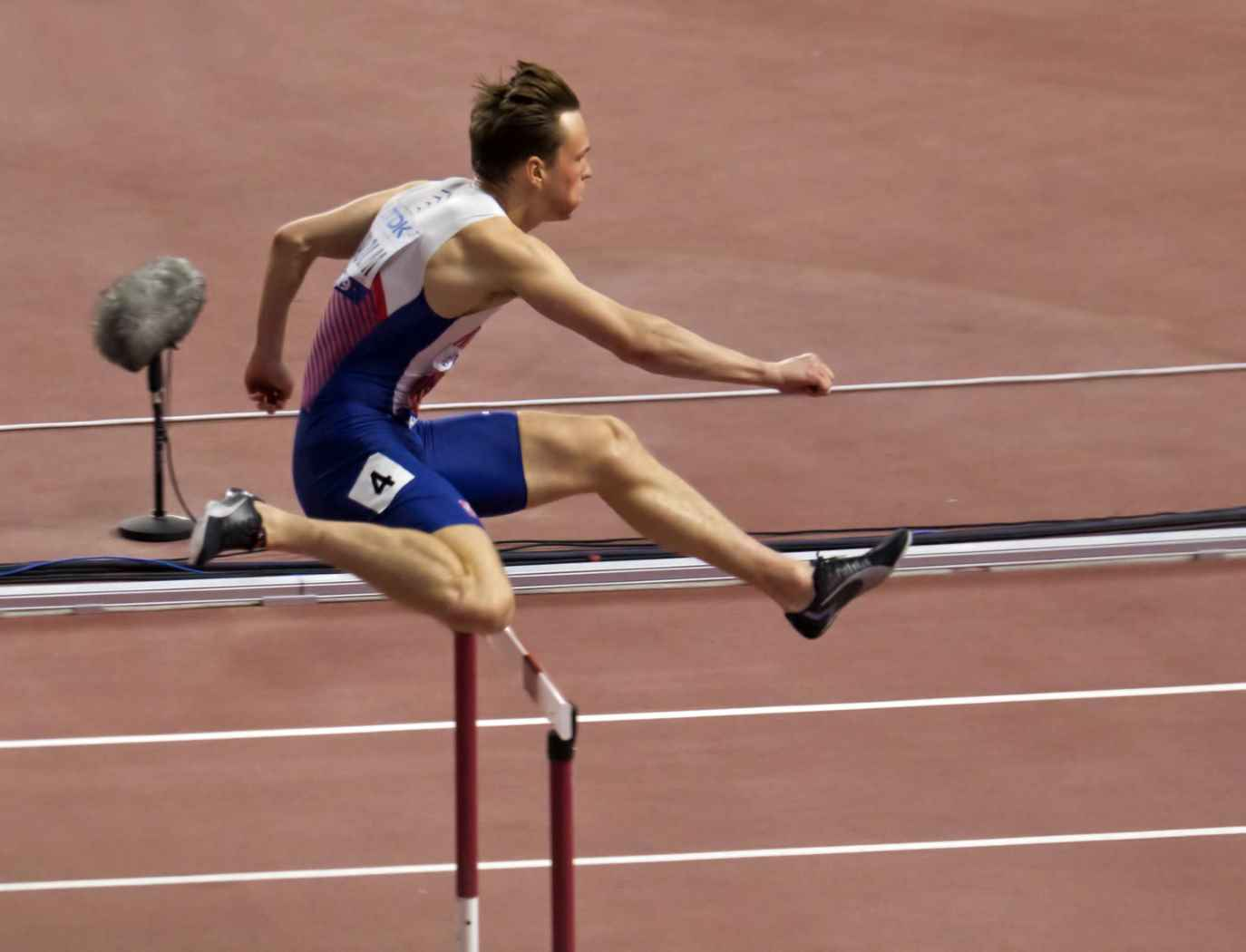
Weltmeister Karsten Warholm
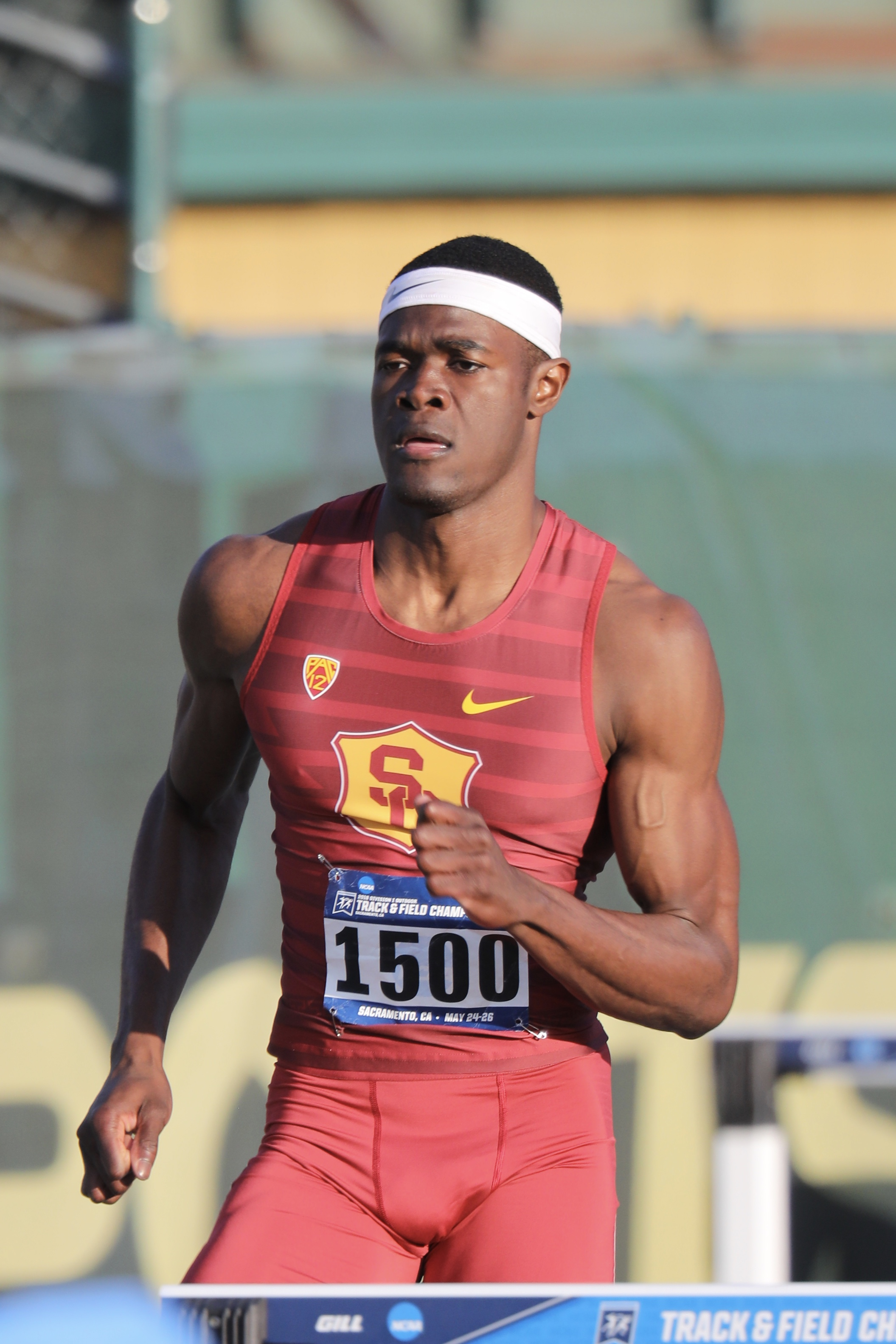
Vizeweltmeister Rai Benjamin
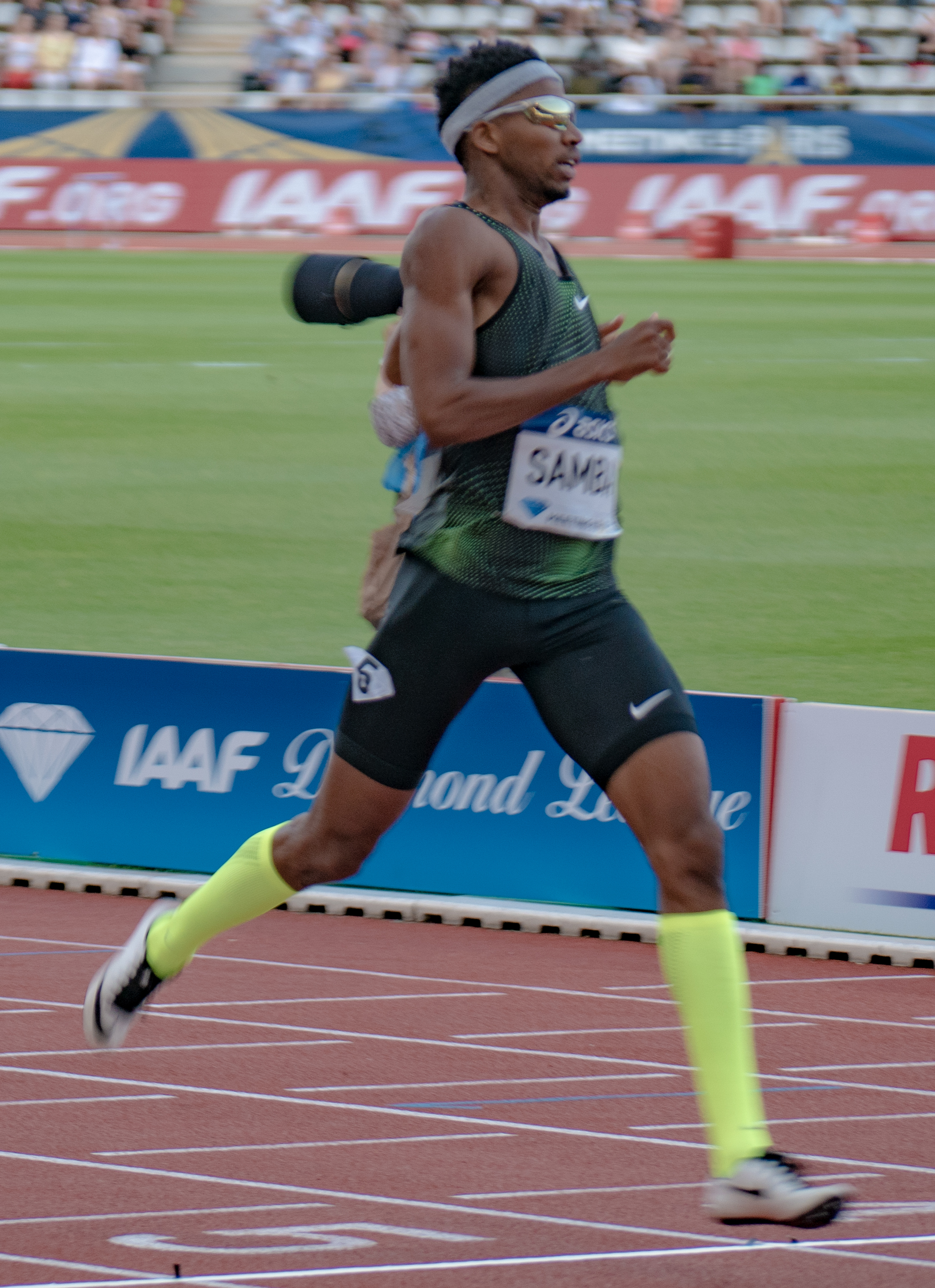
Bronzemedaillengewinner Abderrahman Samba

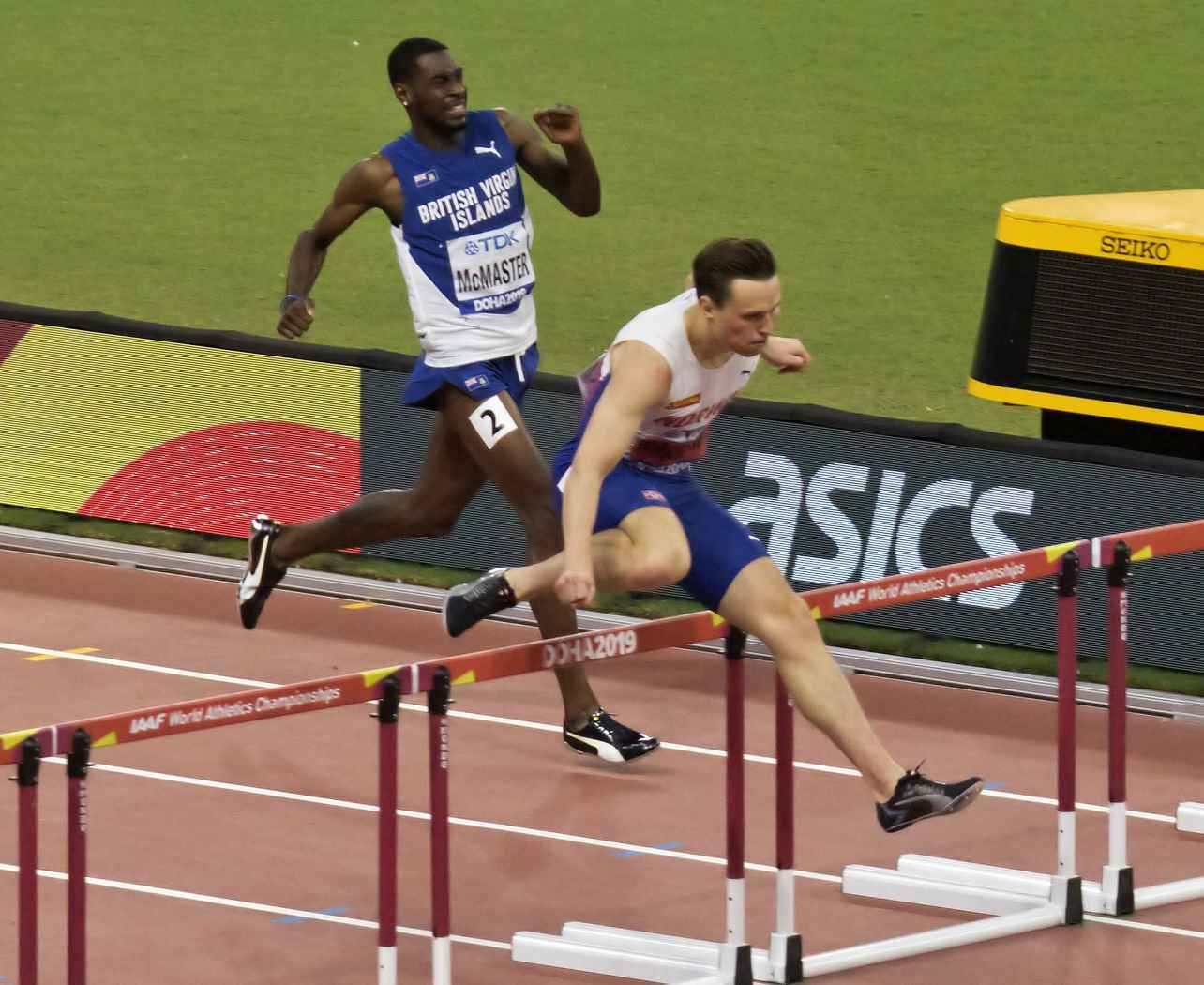
Der viertplatzierte Kyron McMaster (links)
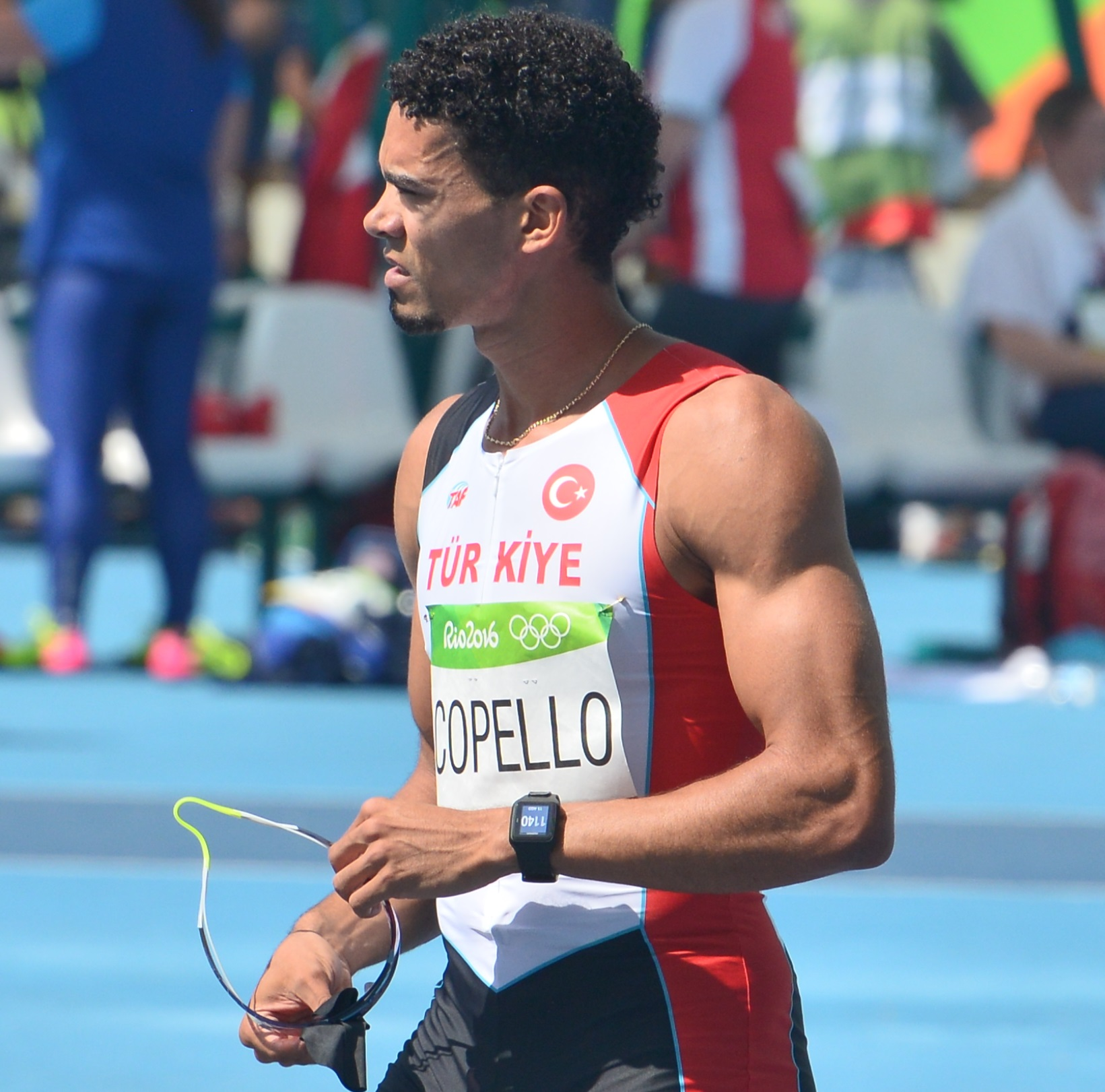
Rang sechs für Yasmani Copello
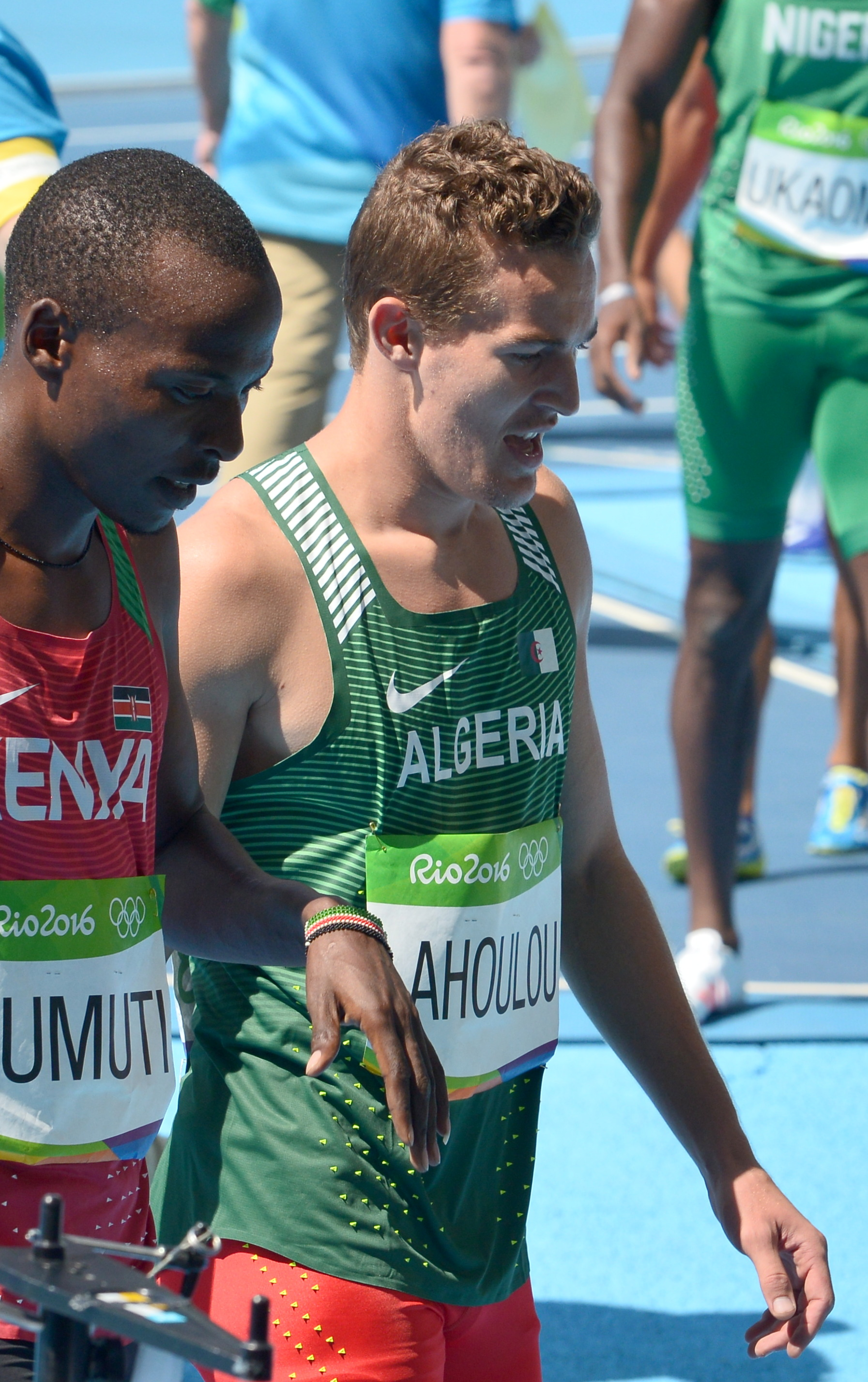
Abdelmalik Lahoulou kam auf den achten Platz

## Videolinks
- Men's 400m Hurdles Final | World Athletics Championships Doha 2019, youtube.com, abgerufen am 15. März 2021
- Men's 400m Hurdles Semi-Finals | World Athletics Championships Doha 2019, youtube.com, abgerufen am 15. März 2021